# Kazimierz Krzyżański
Kazimierz Krzyżański (Dołuje, 3 de marzo de 1960) es un deportista polaco que compitió en piragüismo en la modalidad de aguas tranquilas. Ganó dos medallas en el Campeonato Mundial de Piragüismo entre los años 1986 y 1987.

## Palmarés internacional
| Campeonato Mundial | Campeonato Mundial   | Campeonato Mundial | Campeonato Mundial |
| Año                | Lugar                | Medalla            | Competición        |
| ------------------ | -------------------- | ------------------ | ------------------ |
| 1986               | Montreal (Canadá)    | Medalla de bronce  | K4 1000 m          |
| 1987               | Duisburgo (Alemania) | Medalla de plata   | K4 500 m           |